# Lijst van beschermd erfgoed in Sombreffe
Onderstaande tabel geeft een overzicht van de beschermde erfgoederen in de gemeente Sombreffe. Het beschermd erfgoed maakt deel uit van het cultureel erfgoed in België.
| Object | Bouwjaar/architect | Deelgemeente | Adres     | Coördinaten                   | Nummer?                | Afbeelding                      |
| --- | ------------------ | ------------ | --------- | ----------------------------- | ---------------------- | ------------------------------- |
| Oude kasteelhoeve van Sombreffe |                    |              |           | 50° 31' 52" NB, 4° 35' 47" OL | 92114-CLT-0001-01 Info | Oude kasteelhoeve van Sombreffe |
| De naburige terreinen van kasteelhoeve Sombreffe |                    |              |           | 50° 31' 48" NB, 4° 35' 38" OL | 92114-CLT-0003-01 Info |                                 |
| Kapel Notre-Dame van Walcourt en het ensemble van de kapel en twee lindebomen er omheen                                                                       |                    |              | Sombreffe | 50° 31' 39" NB, 4° 35' 36" OL | 92114-CLT-0004-01 Info |                                 |
| Oude grenspaal ter plaatse van "Le Point du Jour" |                    |              | Sombreffe | 50° 31' 21" NB, 4° 38' 16" OL | 92114-CLT-0005-01 Info |                                 |
| Boerderij "Ferme d'en Haut" en het ensemble van de boerderij en de directe omgeving                                                                           |                    |              | Ligny     | 50° 30' 41" NB, 4° 34' 33" OL | 92114-CLT-0006-01 Info |                                 |
| De gevels en daken van de oude boerderij Frennet |                    |              | Sombreffe | 50° 30' 51" NB, 4° 34' 48" OL | 92114-CLT-0007-01 Info |                                 |
| Kerk Notre-Dame en de muren van het kerkhof en het ensemble van de kerk, kerkhof met populieren en acacia's gesitueerd langs de route de Boignée              |                    |              | Tongrinne | 50° 30' 48" NB, 4° 37' 23" OL | 92114-CLT-0009-01 Info |                                 |
| Het huis, portiek, bijgebouwen en muren van de pastorie en het ensemble van het terrein, gebouwen, weg met plaveisel, het pad langs de achterkant van de tuin |                    |              | Tongrine  | 50° 30' 55" NB, 4° 37' 24" OL | 92114-CLT-0010-01 Info |                                 |
| De middeleeuwse delen van de kasteelhoeve van Sombreffe |                    |              |           | 50° 31' 52" NB, 4° 35' 47" OL | 92114-PEX-0001-01 Info |                                 |